# Internet Content Adaptation Protocol
Internet Content Adaptation Protocol ou protocolo de adaptação de conteúdo da internet é um protocolo projetado com baseado no protocolo HTTP e especificado na RFC 3507. Ele foi desenvolvido para delegar o processamento de conteúdo especifico a servidores dedicados. Desta forma o uso de recursos é racionalizado e a implementação de funcionalidades é padronizada. O ICAP é usado geralmente em servidores proxy para integração com produtos de terceiros tais como software de proteção contra vírus e filtros de URLs.
O ICAP em sua forma mais básica é um protocolo "leve" baseado em HTTP/RPC. O ICAP permite que clientes enviem mensagens HTML para servidores ICAP para adaptação de conteúdo. No processo de adaptação, a requisição/resposta agrega a um serviço de valor agregado (manipulação de conteúdo). 
A utilização do ICAP se concentra na fronteira (proxies e cache) com o objetivo de oferecer serviços de valor agregado. O ICAP trabalha junto com o cache para processar todas as requisições através de servidores Web. Estes servidores, têm geralmente, uma função especifica, como por exemplo: inclusão de propaganda, varredura contra virus, tradução de conteúdo ou idioma, ou filtro de conteúdo. Um dos benefícios de delegar estas funcionalidades a servidores dedicados, é a capacidade de escalar, de forma independente, estes servidores de acordo com a necessidade.

## Origem
O ICAP foi proposto no final de 1999 por Peter Danzing e John Schuster da NetApp. No final de 2000, o protocolo foi melhorado com a ajuda de Don Gillies para permitir o encapsulamento de servidores ICAP com base nos recursos de encapsulamento do protocolo HTTP 1.1. 